# GB A4ü 71–80
Die Reisezugwagen mit Drehgestellen der Gattung A4ü und den Nummer 71–80 kamen bei der Gotthardbahn-Gesellschaft (GB) ab 1897 zum Einsatz.

## Geschichte
Zehn Wagen der 1. Klasse wurden 1896 bei der Wagenbauanstalt Van der Zypen & Charlier in Mülheim am Rhein bestellt und zählten zu den ersten Ganzstahl-Reisezugwagen des Kontinents. Sie besassen geschlossene Plattformen, Faltenbalg-Übergänge und Wiegen-Drehgestelle. Auffallend war die luxuriöse Innenausstattung mit schweren Plüschfauteuils, grosszügiger Beinfreiheit, dreiteiligen Aussichtsfenstern, Klapptischen und elektrischer Beleuchtung. Anfangs erhielten die Wagen austauschbare Akkumulatoren, ab 1904 wurden Generatoren mit Reglern verwendet.
Die Wagen wurden im Gotthard-Express eingesetzt und waren daher, im Gegensatz zu den grünen zweiachsigen Personenwagen, dunkelblau lackiert. Das Blau wurde von der Compagnie Internationale des Wagons-Lits übernommen, um die hohe Qualität der Wagen bzw. des ganzen Zuges anzuzeigen. In der Mitte der Längsseiten wurden in goldener Farbe die kunstvoll ausgeführten Initialen «GB» angebracht.
1909 bei der Verstaatlichung der GB übernahmen die Schweizerischen Bundesbahnen (SBB) die Wagen, die jetzt die Nummern 701–710 und die bei den SBB übliche grüne Lackierung erhielten. Wie lange die Wagen im Einsatz waren, ist nicht genau bekannt.

## Zeichnung

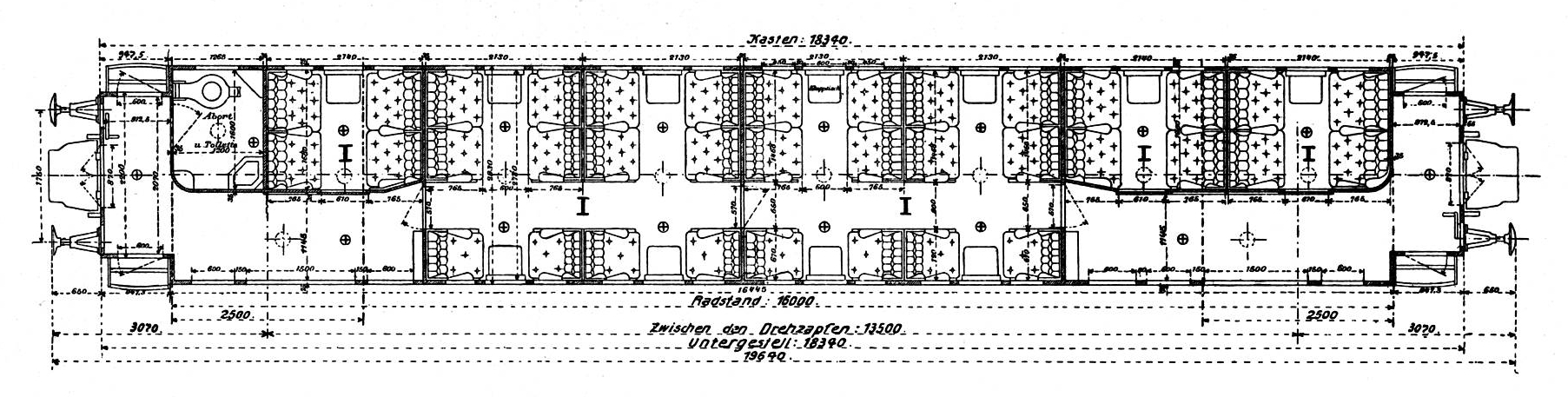